# 陳美珠
陳美珠（1936年11月7日—2019年10月26日），女，新北市新店區甲場埔（今廣興里）人，台灣唸歌仔（歌仔說唱）表演藝術家、戲曲演員、琴師，她師承吳丁山先生（直仔先）、李新發先生，是王玉川（師承李金圳先生、李新發先生）、陳寶貴（師承李新發先生）、許秀琴（師承李新發先生）的師姊妹，善月琴、電吉他，尤精以電吉他自彈自唱和伴奏歌仔、牽亡，父親陳軟是臺灣日治時期出名的戲曲琴師。

## 生平
1937年在日治台灣台北州文山郡新店街出生，1950年在新店拜師吳丁山先生（直仔先）學習歌仔演唱藝術，習得《陳三五娘》、《山伯英台》、《李三娘》等戲齣。1955年在基隆拜師李新發先生。
曾在民本、勝利等許多電台駐唱，合作對象有汪思明、王玉川、陳玉寺、陳寶貴等，更是汪思明經營的廣播歌仔戲班思明歌劇團的要角，與廖瓊枝、阿鳳（歌仔戲樂師簡永福母親）等同事多年。
1990年代在海上仙山衛星電視台、中視二台等多個有線電視頻道與師姊妹陳寶貴聯合主唱「鄉土民謠」、「鄉土情民謠風」、「琴聲古調獻嘉賓」等多個帶狀歌仔節目，「鄉土民謠」節目琴師洪堯進；鼓師王阿圳，「鄉土情民謠風」、「琴聲古調獻嘉賓」等節目琴師蔡春安（沙鹿兮）、葉明德（萬能）；鼓師王阿圳。
2016年11月22日，和陳寶貴同時被新北市政府指定登錄為新北市說唱傳統表演藝術保存者。